# Palacio Vescovile
El Palacio Vescovile, también conocido como el Palacio del Episcopio o como Catedral Canónica, es un edificio histórico situado en el centro de Sovana, una aldea del municipio de Sorano. Se encuentra ubicacado en el extremo occidental del pueblo, en la Piazza del Duomo, junto a la Concatedral de San Pedro y San Pablo.

## Historia
El edificio, que fue la residencia de los obispos de Sovana, ya existía en el siglo VII, aunque con características arquitectónicas y estilísticas completamente diferentes a la actual.
A finales del siglo XIV, de hecho, se llevaron a cabo amplias remodelaciones que cambiaron el aspecto original del edificio. Estas obras se completaron hacia 1380, cuando se creó el nuevo pórtico de acceso en el lado izquierdo de la adyacente Concatedral de San Pedro y San Pablo. Desde entonces, la planta del edificio ha pasado a ser rectangular, con la fachada principal apoyada contra la pared externa del lateral de la concatedral, mientras que la fachada principal de la misma concatedral se encuentra prácticamente incorporada al ala izquierda del Palacio Vescovile.
Entre 1439 y 1446 se llevaron a cabo una serie de trabajos de restauración para rehabilitar algunas partes del complejo que se encontraban en condiciones precarias, sin alterar el aspecto estético conferido por la reconstrucción medieval tardía.
El palacio fue la residencia principal de los obispos de la diócesis local hasta 1777, cuando estos trasladaron su residencia al interior del Palacio Orsini de Pitigliano, que todavía se encuentra en el interior del monumental Palazzo Pitiglianese. Desde entonces el que fuera Palacio Episcopal de Sovana se convirtió en la rectoría de los párrocos de la Concatedral de San Pedro y San Pablo.

## Aspecto Actual
El Palacio Vescovile tiene planta rectangular, con dos niveles, y sus paredes exteriores están completamente cubiertas de piedra y toba.
La fachada principal, que se encuentra orientada hacia el norte cara a la plaza, tiene un pórtico de entrada arquitrabado, que se abre en el lado izquierdo, sobre un arco. En la planta baja, a la izquierda del portal de entrada, hay una ventana arqueada redonda, mientras que en el lado derecho de la fachada hay un pórtico de entrada secundario, que también es de forma rectangular. En el entresuelo hay tres ventanas rectangulares, dos de las cuales flanquean el lado izquierdo y una más aislada en el lado derecho. En la fachada también hay dos escudos de armas que representan los símbolos eclesiásticos (uno colocado sobre el arco del pórtico de la entrada principal y el otro entre las dos ventanas de la izquierda en la planta superior).
En el interior hay una escalera principal que va desde el ala izquierda del edificio hasta el entresuelo, cerca de la rampa está el muro que bordea el lado izquierdo del edificio y la fachada frontal de la Concatedral de San Pedro y San Pablo, a la que se puede acceder directamente desde el interior de la antigua residencia de los obispos.